# Pessoa das sombras

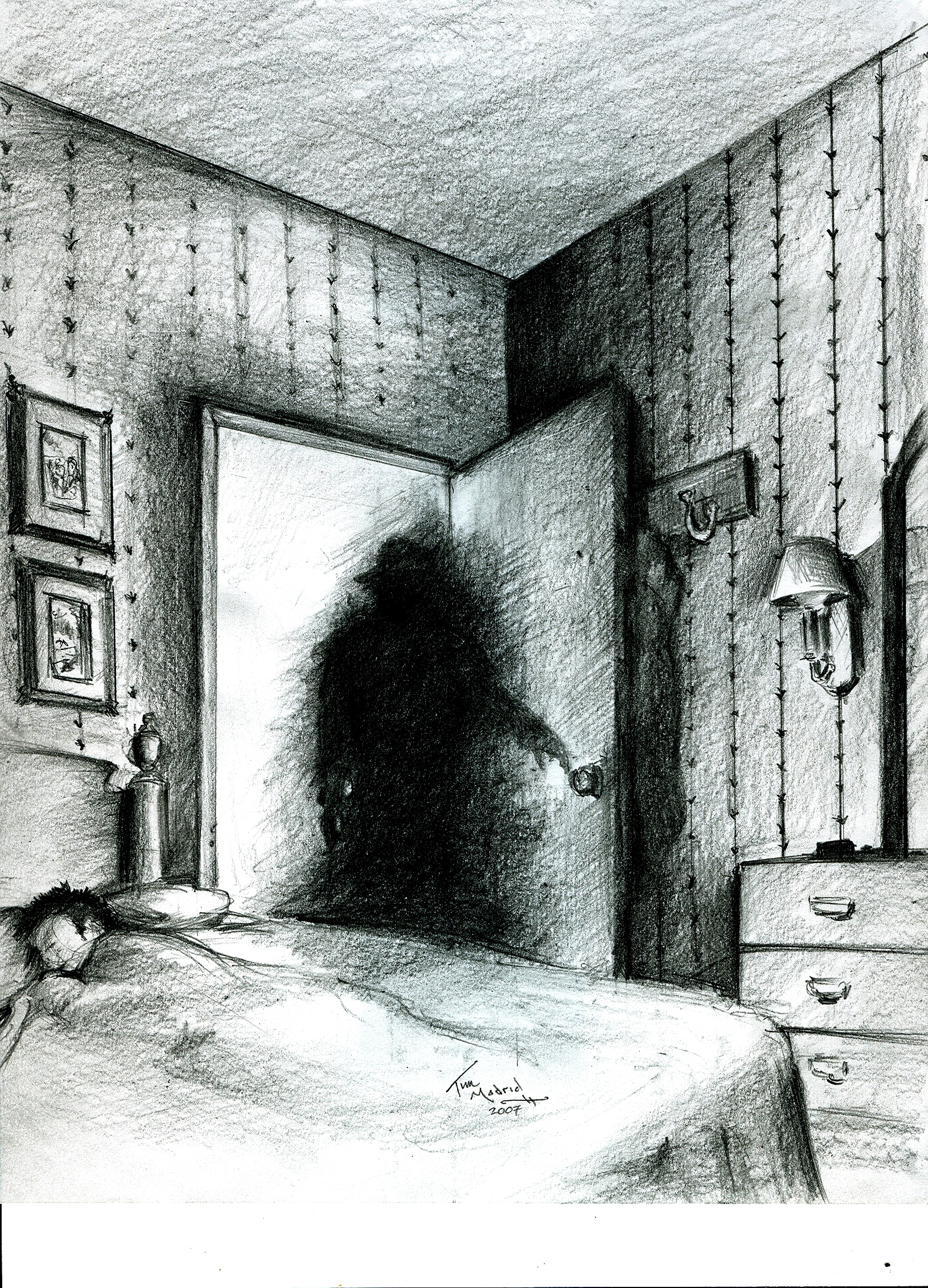
Quadro de um artista de uma pessoa das sombras como uma entidade paranormal

Uma pessoa das sombras (também conhecida como figura das sombras, ser das sombras ou massa negra) é a percepção de uma parte da sombra como um ser vivo, uma figura humana, particularmente, como interpretado por crentes em paranormal ou sobrenatural, como uma presença de um espírito ou outra entidade. Muitos viciados em metanfetaminas reportam alucinações de "pessoas das sombras", como resultado de privação do sono.

## História e folclore
Um número de religiões, lendas e sistemas de crenças descrevem seres de sombras espirituais ou entidades sobrenaturais como sombras do submundo, e várias criaturas das sombras foram rotuladas de folclore e histórias de fantasmas. 
O programa da rádio Coast to Coast AM ajudou a popularizar crenças modernas nas pessoas das sombras. A primeira vez que o tópicos das pessoas das sombras foi falado no programa foi a 12 de Abril de 2001, quando o apresentador Art Bell entrevistou o americano Thunder Strikes, também conhecido como Harley "SwiftDeer" Reagan. Durante o programa, os ouvintes foram encorajados a submeter desenhos de pessoas das sombras que já tinham visto e um grande número esses desenhos foram imediatamente partilhados publicamente no seu website. Mais tarde nesse ano, a 1 de Outubro de 2001, Heidi Hollis publicou o seu primeiro livro sobre o tópico das pessoas das sombras. A 7 de Abril de 2002, Hollis discutiu o seu livro no programa da Coast to Coast AM e começou a ser convidada como participante regular, que ajudou mais tarde a definir as crenças modernas das pessoas das sombras. Hollis descrevia-as como silhuetas escuras com formas humanas e perfis que flutuavam para dentro e para fora na visão periférica, e dizia que as pessoas tinham reportado que as figuras tentavam "sufocá-las em crises". Ela acredita que eles podem ser repelidos invocando o "nome de Jesus".
Apesar dos participantes em discussões online de fóruns devotos a tópicos paranormais e sobrenaturais descreverem-nos como ameaçadores, outros crentes e autores paranormais não concordavam se as sombras eram más, ajudantes ou neutras, e alguns até especulavam que as pessoas das sombras eram habitantes extra-dimensionais de outro universo. Alguns investigadores paranormais e autores como Chad Stambaugh diziam ter gravado imagens de pessoas das sombras em vídeo.
As pessoas das sombras participaram em dois episódios do documentário série paranormal da ITV Extreme Ghost Stories, onde eram descritos como "massas negras".

## Explicações
Várias condições fisiológicas e psicológicas podem contar para experiências reportadas das pessoas das sombras parecerem vivas:
- Alguns individuos tetracromaticos, conseguem enxergar ondas eletromagneticas, no espectro ultravioleta nos bastonetes perifericos. Isso explico porque eles enxergam sombras na visao periferica, mas assim que olham, elas desaparecem. Contudo, isso ainda não explica se essas sombras são eventos naturais
- Uma pessoa  em um determinado estado de privação sono causada por transtornos psicológicos ou emocionais pode ter a percepção de "uma forma em sombra  indistinta" geralmente quando estão acordados na tentativa de dormir e subitamente paralisam-se, tornando-se uma sensação desesperadora, crescentemente e alarmante.[9] Uma pessoa que tenha uma experiência muito exaltada, como andar sozinha numa noite escura, pode incorrectamente ter a percepção de uma sombra como um atacante.[10]
- Muitos viciados em metanfetaminas reportam a aparição de pessoas das sombras depois de períodos prolongados de privação do sono.[11][12] O psiquiatra Jack Potts sugere que o uso de metanfetaminas adiciona um "componente de conspiração" às alucinações da privação do sono por transtornos ou uso de drogas estimulantes.[13] Um sujeito entrevistado disse que "Tu não vês cães sombra ou pássaros sombra ou carros sombra. Tu vês pessoas sombra. Ficando nas portas, a andar atrás de ti, vindo contra ti no passeio".[13] Estas alucinações foram directamente comparadas às entidades paranormais descritas no folclore.[14]

## Na cultura popular
- Pessoas das sombras, descritas como "Homens das sombras", estiveram presentes proeminentes no romance de 2007, John Dies at the End. Quando matam uma pessoa, a pessoa é retroactivamente apagada da existência, e a história é escrita novamente como se nunca tivessem nascido.[15]
- O filme de 2013, Shadow People, fala sobre um estudo ficcional do sono conduzido durante os anos 70 no qual os pacientes falam que vêm intrusos em sombras antes de morrerem, ligando-os a mal presságios. Ao filme segue um apresentador de rádio e investigador da CDC que investigam a história, e a história diz ser "baseada em eventos reais".[16]
- No jogo online Deep Sleep e as suas continuações, pessoas das sombras existem desde o início da raça humana e surgem em sonhos lúcidos como uma forma de se comunicar. Os jogadores que percebam que estão a dormir podem ser possuídos, e a personagem do sonho pode tornar-se numa pessoa das sombras[17].
- Os títulos da Playstation 2, Ico e Shadow of the Colossus, falam sobre as pessoas das sombras como inimigos ou representações das suas almas, respectivamente.[18] Enquanto que as figuras das sombras em Shadow of the Colossus têm papel de observadores, em Ico são uma séria ameaça ao interesse amoroso dos protagonistas tentando levá-la para um novo reino.
- Um episódio de Twilight Zone de 1985 chamado The Shadow Man fala de um adolescente que tem um homem das sombras a viver debaixo da sua cama. O episódio mostra o homem das sombras como sendo o "homem do chapéu" de forma comum associado às pessoas das sombras e, notavelmente, adicionou à mitologia das pessoas das sombras que as pessoas das sombras podem matar seres humanos mas não magoam aqueles cujas camas moram.
- O jogo da Playstation 2, Fatal Frame III: The Tormented, tem várias pessoas das sombras que podem ser vistas a seguir uma mulher enquanto está na Manor of Sleep. Estas pessoas são presumivelmente espíritos de vingança da sua família e amigos que morreram.